# Dobřínsko

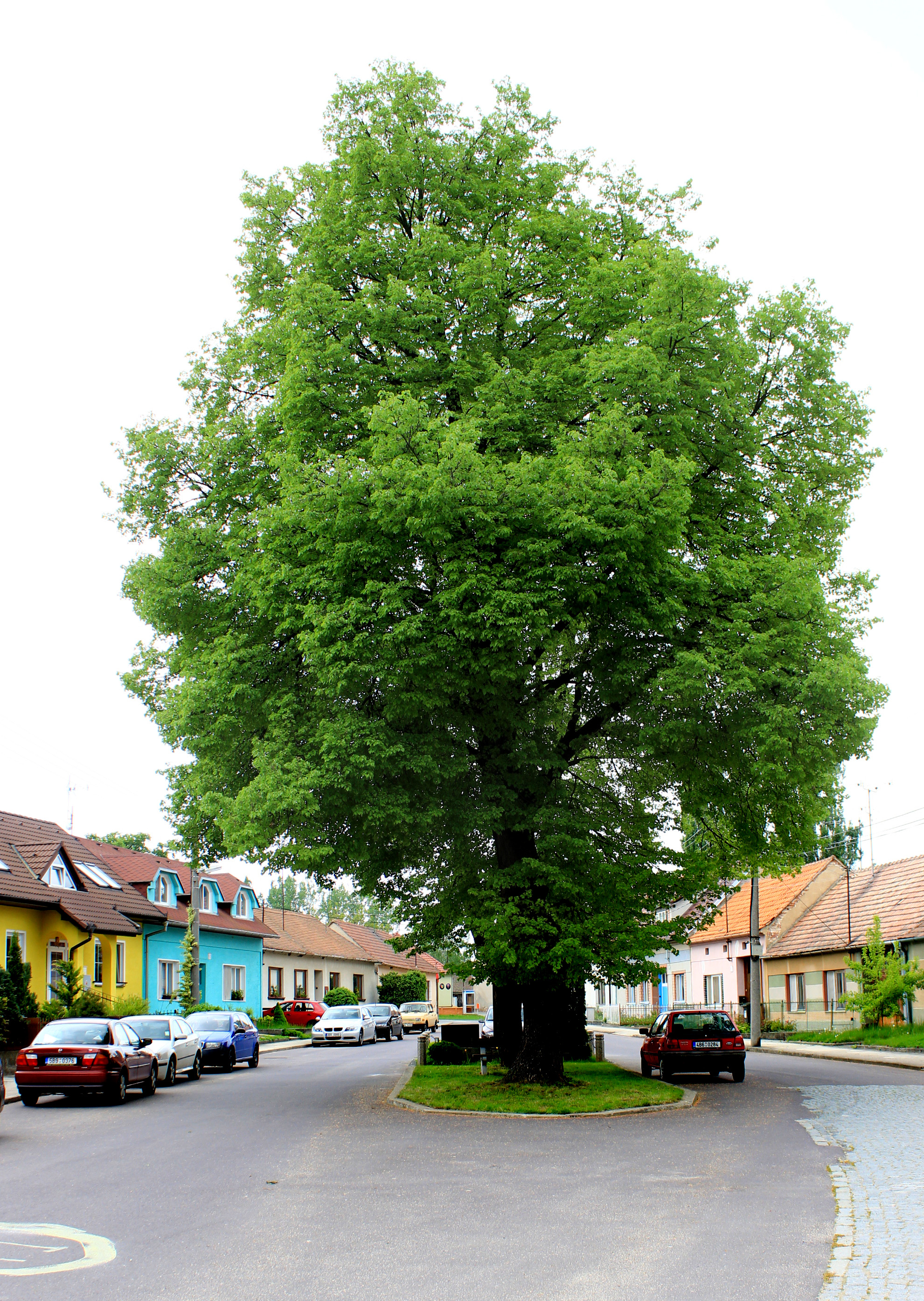
Dorfplatz

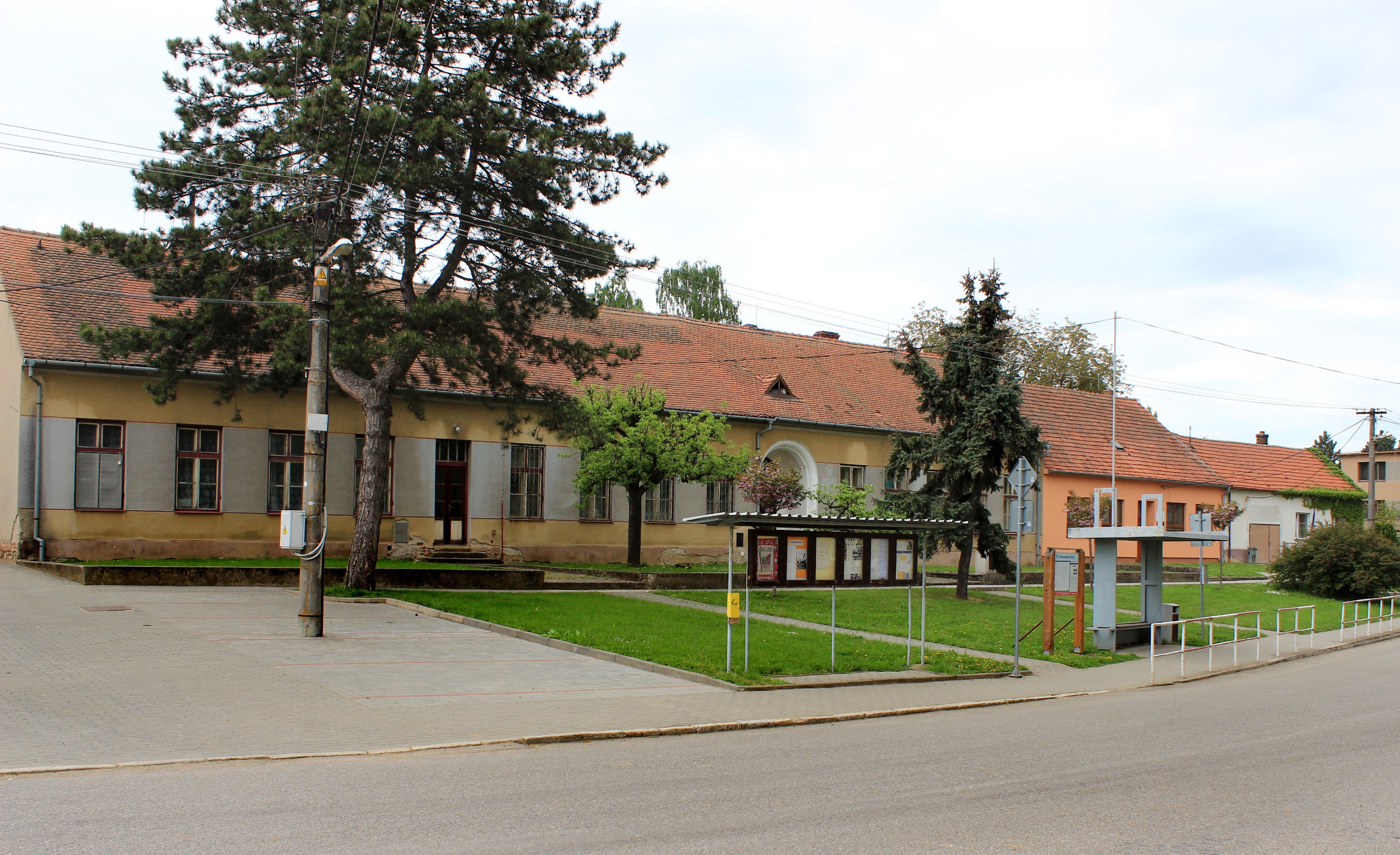
Häuser an der Straße nach Moravský Krumlov

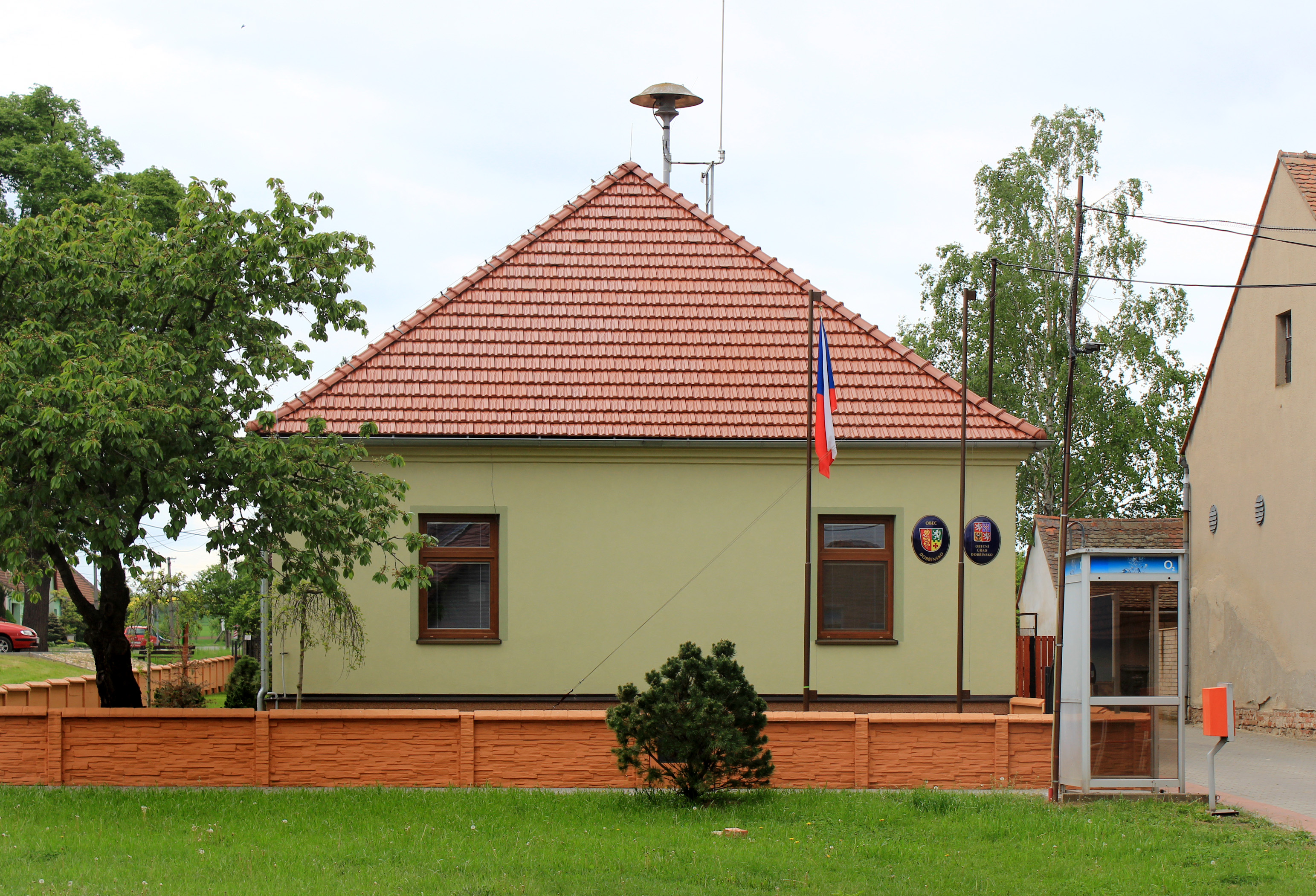
Gemeindeamt

Dobřínsko (deutsch Dobrzinsko, 1939–45 Dobschinsko) ist eine Gemeinde in Tschechien. Sie liegt vier Kilometer westlich von Moravský Krumlov und gehört zum Okres Znojmo.

## Geographie
Dobřínsko befindet sich in der Jevišovická pahorkatina (Jaispitzer Hügelland), einem Subsystem der Böhmisch-Mährischen Höhe. Durch das Dorf fließt der Bach Dobřínský potok (Dobrzinsker Bach). Im Norden erheben sich die Záklaty (384 m n.m.), nordöstlich der Příčník (Gerichtsberg, 364 m n.m.), im Süden der Pipele (331 m n.m.), westlich die Klínky (348 m n.m.) sowie im Nordwesten die Hájky (391 m n.m.). Westlich und südlich des Dorfes verläuft die Anschlussbahn zum Kernkraftwerk Dukovany.
Nachbarorte sind Jamolice und Biskoupky im Norden, Hrubšice und Polánka im Nordosten, Rokytná und Moravský Krumlov im Osten, Rakšice und Rybníky im Südosten, Dobelice, Vémyslice und Kuchyňkův Mlýn im Süden, Oulehlův Mlýn und Tulešice im Südwesten, Rešice und Dolní Dubňany im Westen sowie Dukovany im Nordwesten.

## Geschichte
Die Anlage des Dorfes mit ovalem Grundriss und seine einseitig durch ein Bachufer und einen steilen felsigen Hang geschützte Lage lassen auf eine altslawische Siedlung schließen. Im Jahre 1963 wurden bei Erdarbeiten Siedlungs- und Abfallgruben mit Resten von Tierknochen und mit Wellenlinien verzierter Keramik aus dem 8. – 9. Jahrhundert aufgefunden, so dass davon ausgegangen werden kann, dass das Dorf bereits zu Zeiten des Mährerreiches bestand.
Die erste schriftliche Erwähnung von Dobrzensko erfolgte im Jahre 1131 in einer Urkunde des Bischofs Heinrich Zdik, aus der hervorgeht, dass die Znaimer Kirche in dem Dorf eine Hube Land besaß. Nach dem Ort benannte sich die ortsansässige Vladikenfamilie von Dobřensko; 1278 wurde Vicemil von Dobřensko, 1298 Kadold von Dobřensko und 1310 Niklas von Dobřensko in der Landtafel erwähnt. Sitz der Familie war die 200 m bachabwärts auf einem steilen Felssporn über dem Dobřínský potok gestandene Feste Dobřensko. Es wird angenommen, dass das Dorf am Übergang vom 13. zum 14. Jahrhundert bereits zu den Gütern der Templerkommende Tempelstein gehörte. Nach dem Eintritt der letzten Vladiken von Dobřensko in den Templerorden erlosch die Feste. Nach der Aufhebung des Ordens im Jahre 1312 erwarben Wenzel und Ulrich Pirkner von Pirkenstein die Herrschaft Tempelstein. Drslaw und Johann von Schellenberg verkauften die Tempelsteiner Güter 1379 an Heinrich von Leipa, der sie seiner Herrschaft Krumlov zuschlug. Im Jahre 1390 verschrieb Hinz von Leipa seinem Schwiegersohn Jaroslav von Mezeřič einen jährlichen Zins von 40 Mark auf die Dörfer Dobřensko, Myspic und Semyc. Dessen Witwe Agnes überschrieb die Einkünfte im Jahre 1410 ihrer Schwester Helena von Leipa, die diese zwei Jahre später an Margarethe von Sternberg abtrat. Nach der Schlacht am Weißen Berg wurden 1621 sämtliche Güter des Berthold Bohuslaw (Bohubud) von Leipa, der ein Anführer der mährischen Stände war, konfisziert. 1625 erwarb Gundaker von Liechtenstein die Herrschaft Krumlov, die danach fast 300 Jahre im Besitz des Hauses Liechtenstein verblieb. Die Pfarrei Dobřínsko erlosch während des Dreißigjährigen Krieges. Ferdinand Johann von Liechtenstein schenkte nach 1660 dem von ihm gegründeten Paulinerkloster Krumlov den ehemals herrschaftlichen Meierhof in Dobřínsko als Freihof. 1778 erfolgte der Bau eines Pfarrhauses. Im Jahre 1784 stiftete der Religionsfonds in Dobřínsko eine Lokalie mit Schule. Am 17. März 1786 wurde das Krumlover Paulinerkloster im Zuge der Josephinischen Reformen aufgehoben und seine Besitzungen vom Religionsfonds als Gut Marschowitz eingezogen; den Freihof im Wert von 10.137 Gulden 15 Kreuzer überließ der Religionsfonds in Erbpacht. Ab 1790 war der Hof gegen einen jährlichen Zins von 506 Gulden erblich an Johann von Ritterstein verpachtet.
Im Jahre 1835 bestand das im Znaimer Kreis gelegene Dorf Dobřinsko aus 62 Häusern, in denen 336 Personen lebten. Unter dem Patronat des Religionsfonds standen die Lokalie, die Kirche St. Prokop und die Schule. Außerdem gab es im Ort einen Freihof und eine Mühle. Dobřinsko war Pfarrort für Jamolitz. Bis zur Mitte des 19. Jahrhunderts blieb Dobřinsko der Fideikommiss-Primogeniturherrschaft Mährisch-Krummau untertänig.
Nach der Aufhebung der Patrimonialherrschaften bildete Dobřinsko / Dobrzinsko ab 1849 eine Gemeinde im Gerichtsbezirk Kromau. Im Jahre 1851 wurde Dobřinsko nach Kromau eingemeindet. Ab 1869 gehörte das Dorf zum Bezirk Kromau. Im selben Jahr löste sich Dobřensko von Kromau los und bildete eine eigene Gemeinde; zu dieser Zeit hatte das Dorf 386 Einwohner und bestand aus 68 Häusern. Im Jahre 1900 lebten in Dobřinsko 451 Personen; 1910 waren es 456. Das alte Pfarrhaus wurde 1912 abgebrochen und durch einen Neubau ersetzt. Beim Zensus von 1921 lebten in den 98 Häusern der Gemeinde 506 Personen, darunter 505 Tschechen. Der tschechische Ortsname wurde 1924 in Dobřínsko abgeändert. Seit den 1920er Jahren erfolgt in Dobřínsko die Herdbuchzucht von Schweinen. Im Jahre 1930 bestand Dobřínsko aus 108 Häusern und hatte 467 Einwohner. Nach der deutschen Besetzung wurde die Gemeinde 1939 in den Gerichtsbezirk Eibenschütz und den Kreis Brünn-Land umgegliedert; bis 1945 gehörte Dobřínsko / Dobschinsko zum Protektorat Böhmen und Mähren. Nach dem Kriegsende erfolgte die Wiederherstellung der alten Bezirksstrukturen. Im Jahre 1950 hatte Dobřínsko 420 Einwohner. Im Zuge der Gebietsreform und der Aufhebung des Okres Moravský Krumlov wurde die Gemeinde am 1. Juli 1960 dem Okres Znojmo zugewiesen. Am 1. Juli 1980 erfolgte die erneute Eingemeindung nach Moravský Krumlov. Seit dem 24. November 1990 besteht die Gemeinde Dobřínsko wieder. Beim Zensus von 2001 lebten in den 133 Häusern von Dobřínsko 376 Personen. Das Dorf hat seinen bäuerlichen Charakter bis heute gewahrt. Die bäuerliche Vereinigung Kameník – Vystrčil ist als Herdbuchzuchtbetrieb des Landwirtschaftsministeriums über die Landesgrenzen hinaus bekannt.

## Sehenswürdigkeiten
- Kirche des hl. Prokop, der einschiffige Bau mit romanischem Kern wurde 1298 erstmals erwähnt. Das Presbyterium entstand zu Beginn des 14. Jahrhunderts. Der Bau des Kirchenschiffes erfolgte 1826. Zum Interieur gehört ein Taufbecken aus dem Jahre 1631.
- Linde auf dem Dorfplatz vor dem Pfarrhaus, gepflanzt 1870 vom Pater Augustin Forman. Sie hat eine Höhe von 25 m, der Stammumfang beträgt 4,2 m.
- Kapelle am Bahnübergang, nordwestlich des Dorfes
- Wegkreuz, östlich des Dorfes an der Straße nach Moravský Krumlov
- Bildstock hinter dem Friedhof
- Bildstock im nördlichen Teil des Dorfes an der Straße nach Moravský Krumlov
- Gedenkstein für die Opfer beider Weltkriege, auf den Dorfplatz
- Burgstall Dobřensko, südlich des Dorfes